# Mário Sua Kay
Mário Carlos Sua Kay (n. Lourenço Marques, actual Maputo, 1952) é um prestigiado arquitecto português.

## Biografia
Mário Sua Kay formou-se na Universidade de Westminster, Londres, Reino Unido em 1979 com um BA Hons e um Mestrado em Arquitectura. É membro do Royal Institute of British Architects e da Ordem dos Arquitectos Portugueses em Portugal.
Começou a sua carreira profissional a trabalhar em Londres, em projectos de reabilitação urbana no centro da cidade. Em 1981 mudou-se para Lisboa e em 1984 fundou a Sua Kay Arquitectos. Nas últimas quatro décadas tem orientado o trabalho de design do atelier numa extensa carteira de projectos premiados tanto em Portugal como no estrangeiro: sedes de bancos, parques de escritórios, centros comerciais, habitação, complexos industriais high-tech, estádios desportivos, complexos de piscinas olímpicas, ginásios e clubes de saúde em Portugal, Europa, América do Sul, Ásia e África.

## Obras

### Escritórios
- Sede Banco Chemical (Lisboa, Portugal)
- Sede do banco do Banco Manufacturers Hanover (Lisboa, Portugal)
- Portugal Telecom na EXPO’98 (Lisboa, Portugal)
- Lusoponte (Vasco da Gama Bridge, (Lisboa, Portugal)
- Sede Banco de Investimento Global (Lisboa, Portugal)
- Vnukovo Offices Complex (Rússia)
- Parque Suécia (Lisboa, Portugal)
- Parque das Cidades (Oeiras, Portugal)
- Quinta da Fonte (Oeiras, Portugal)
- Torre de Monsanto (Lisboa, Portugal)
- Sede do Banco Banif (Lisboa, Portugal)
- Bessa Leite Complex (Porto, Portugal)
- Edifício Cristal (Lisboa, Portugal)
- Edifício Quartzo (Lisboa, Portugal)
- Lake Towers Complex (Porto, Portugal)
- Torre de Oeiras (Oeiras, Portugal)
- Forum de Oeiras para a Câmara Municipal (Oeiras, Portugal)

### Retail
- Dolce Vita Coimbra (Coimbra, Portugal)
- Alegro Alfragide (Alfragide, Portugal)
- Dolce Vita Funchal (Madeira, Portugal)
- Dolce Vita Badajoz (Badajoz, Espanha)
- Nova Arcada Braga (Braga, Portugal)
- Retail Factory Outlet (Vila do Conde, Portugal)
- Kliff Gdynia (Gdynia, Polónia)
- Kliff Warsaw (Varsóvia, Polónia)
- Viva Shopping (Torun, Polónia)
- Wola Park Shopping (Varsóvia, Polónia)
- Tavira Gran Plaza (Tavira, Portugal)
- Aqua Portimão (Portimão, Portugal)
- Myslbeck (Praga, República Checa)
- Colentina Shopping (Bucareste, Roménia)
- Mayland Shopping & Retail (Posnan, Polónia)
- Alegro Setubal (Setúbal, Portugal)
- Coresi Shopping Mall (Brasov, Roménia)

### Habitação
- Condomínio no Alto de Santo Amaro - 60 apartamentos (Lisboa, Portugal)
- Apartamentos de férias em Vilamoura - 100 apartamentos (Algarve, Portugal)
- Lake Towers - 80 apartamentos (Porto, Portugal)
- Aroeira Apartamentos – 720 apartamentos (Lisboa Portugal)
- Moradia na Póvoa da Pegada (Portugal)
- Edifício de Habitação no Alto do Carvalhão (Lisboa, Portugal)

### Hotels/Lazer
- Projecto IBIS & Novotel Hotels (Lisboa, Portugal)
- Reformulação do Hotel Tivoli Marinotel (Vilamoura, Portugal)
- West Cliffs, Ocean and Golf Resort - Masterplan (Óbidos, Portugal)
- West Cliffs, Ocean and Golf Resort - Club House (Óbidos, Portugal)
- Praia do Amor Resort (Pipa, Brazil)
- Bahia d’El Rey Resort - 5 Resorts (Bahia, Brazil)

### Industria
- Pioneer Portugal (nova fábrica e escritórios)
- Fábrica de Semicondutores Siemens. (Vila do Conde, Portugal)
- Nestlé Mozambique (nova fábrica e escritórios) (província do Dondo, Mozambique)

### Equipamento Desportivo
- Health Clubs (10 unidades) para a cadeia Holmes Place (Portugal)
- Piscina Olimpica do Complexo «Eurostadium» (Coimbra, Portugal)
- Piscinas Municipais de Pedrulha e São Martinho (Coimbra, Portugal)
- Estádio de Luanda - 50.000 lugares (Luanda, Angola)
- Complexo Olímpico de Mostaganem (Mostaganem, Algeria)
- Estádio do Red Star com 25.000 lugares (Belgrado, Sérvia)
- Eco Cité Sports Complex (Casablanca, Marrocos)

### Uso Misto
- Lisbon Gates Complex (Lisboa, Portugal)
- Fundição de Oeiras Complex (Oeiras, Portugal)
- 24 de Julho Complex (Lisboa, Portugal)
- Hamma Complex (Alger, Algeria)
- Liszki Complex (Cracow, Polónia)
- Hussein Dey (Alger, Algeria)
- Porto Olímpico (Rio de Janeiro, Brasil)
- Vnukovo Complex (Vnukovo, Russia)
- Talatona Complex (Talatona, Angola)
- Torres de Luanda Complex (Luanda, Angola)
- Prime Towers Vacaresti (Bucharest, Polónia)
- Alcântara bloco com 4 Ha (Lisboa, Portugal)

## Prémios
- Menção Honrosa no Concurso da Nova Sede do Banco de Portugal  Menção Honrosa no Concurso para a futura sede da cadeia de televisão RTP
- Primeiro Prémio no Concurso para as Áreas de Serviço na A1 (construídas) – traçado Fátima / Pombal, Condeixa e Águas Santas [promotor Petrogal/Accor]
- Menção Honrosa no Concurso Internacional de Ideias para a Expo’98, em parceria com Sir Norman Foster & Partners
- Primeiro Prémio no Concurso para o Pavilhão Temporário da Portugal Telecom, na Expo’98, em parceria com a BTP Teixeira Duarte
- Primeiro Prémio no Concurso para as Portagens da Auto-estrada do Norte (Portugal), em parceria com a Martifer
- Prémio Imobiliário na qualidade de Melhor Edifício de Escritórios 2001 – Torre de Monsanto – Promotor Alcir, S.A.
- Prémio Municipal da Câmara Municipal de Oeiras no Âmbito da Reabilitação do Edifício Existente e Health Club, da cadeia Holmes Place no Parque de Escritórios da Quinta da Fonte [Promotor - Aranäs, S.A.]
- Primeiro Prémio no Concurso de Reabilitação Urbana da Fundição de Oeiras   Prémio MIPIM para o Centro Comercial «Via Catarina» (Porto, Portugal), em parceria com a BDP (UK) [Promotor SONAE]
- Primeiro Prémio no Concurso Eurostadium de Coimbra – Complexo Imobiliário (construído) [Promotor Amorim Imobiliária]
- Primeiro Prémio MIPIM 2006, atribuído ao Centro Comercial «Dolce Vita Coimbra» (Portugal) [Promotor Amorim Imobiliária] – eleito na categoria de melhor Centro Comercial.
- Primeiro Prémio ICSC 2006 (European Shopping Centre Awards) atribuído ao Retail Outlet de Vila do Conde (Portugal) [Promotor Neinver, S.A.]
- Primeiro Prémio ICSC 2007 (European Shopping Centre Awards) atribuído ao Centro Comercial «Dolce Vita Coimbra» (Portugal) [Promotor Amorim Imobiliária] – eleito na categoria de melhor Centro Comercial.
- Primeiro Prémio SIL 2008 (Salão Imobiliário de Lisboa) atribuído ao Centro Comercial «Dolce Vita Funchal» (Portugal) [Promotor Chamartin Imobiliária] – eleito na categoria de Centro Comercial.
- Primeiro Prémio SIL 2009 (Salão Imobiliário de Lisboa) atribuído ao Centro Comercial «Alegro» Alfragide (Portugal) [Promotor Auchan] – eleito na categoria de melhor Centro Comercial.
- Primeiro Prémio SIL 2010 (Salão Imobiliário de Lisboa) atribuído aos Edifícios Espace e Explorer (Portugal) [Promotor Bouygues Imobiliária] – eleito na categoria de melhor Edifício de Escritórios.
- Primeiro Prémio “Europe & Africa Properties Awards 2010” atribuído ao Centro Comercial «Aqua Portimão» (Portugal) [Promotor Bouygues Imobiliária] – eleito na categoria de Best Retail Development.
- Primeiro Prémio SEE Real Estate Award 2015 atribuído ao «Coresi Shopping Mall» Brasov (Roménia)  [Promotor Immochan Roménia] – eleito na categoria de Best Retail Project.
- Primeiro Prémio MAPIC Awards 2015 atribuído ao Centro Comercial  Centro Comercial «Alegro» Setúbal (Portugal) [Promotor Immochan Portugal] – eleito na categoria de Best Redeveloped Shopping Centre.
- Primeiro Prémio SIL 2016 (Salão Imobiliário de Lisboa) atribuído ao Centro Comercial «Nova Arcada» Braga (Portugal) [Promotor Cibergradual] – eleito na categoria de melhor Centro Comercial.
- Finalista do prémio ICSC 2016 (European Shopping Centre Awards) na categoria Best Refurbishments/Expansion – Medium, com o Centro Comercial «Alegro» Setúbal (Portugal) [Promotor Immochan Portugal]
- Primeiro lugar "Prémio Nacional do Imobiliário 2017" atribuído ao Centro Comercial «Nova Arcada» Braga (Portugal) [Promotor Cibergradual] – eleito na categoria de melhor Centro Comercial.